# Serralada de Korea
Korea és una serralada muntanyosa de Chhattisgarh a l'antic principat de Korea, amb el Deogarh com a cim més alt amb 1.045 metres. Els seus puigs principals són:
- Deogarh, 1045 metres
- Jutarsuka, 1.004 metres
- Khoro, 998 metres
- Churi, 933 metres
- Kuhi,932 metres
- Gagadand, 913 metres
- Gogragarh, 882 metres
- Machigarh, 880 metres
- Jogi, 870 metres
- Tithitangarh, 865 metres
- Bunjari, 860 metres
- Jangia, 851 metres
- Damaur, 842 metres
- Gorba, 839 metres
- Baskata, 824 metres
- Mardanighat, 794 metres
- Sula, 786 metres
- Maraon, 777 metres
- Baman, 687 metres